# Guerra civil afgana (1992-1996)
La guerra civil de Afganistán (1992-1996) se refiere a la guerra civil ocurrida en Afganistán luego del colapso del régimen socialista afgano y la disputa de poder entre las numerosas facciones fundamentalistas islámicas (conocidos desde la década de 1980 como muyahidines), que incluía al entonces recién proclamado Estado Islámico de Afganistán.

## Antecedentes
Los muyahidines fueron entrenados, armados, pertrechados y financiados por Estados Unidos a través de agentes de la CIA y de la dictadura pakistaní del general Zia-ul-Haq desde 1978 para que lucharan contra el gobierno socialista afgano. Esa guerra civil, que incluyó participación del Ejército Soviético desde diciembre de 1979 hasta enero de 1989, terminó en abril de 1992 con la derrota final de la República Democrática y la toma de la capital Kabul por las facciones muyahidines y el ejército del general Dostum (antiguo oficial comunista que se había cambiado de bando y en esta guerra dirigió la única facción no-extremista).
Las facciones islamistas habían firmado el acuerdo de Peshawar (en Pakistán, pues los jefes yihadistas vivían en este país mientras se desarrollaba la guerra civil en el vecino Afganistán) a principios de 1992 para repartirse el poder del «Estado Islámico de Afganistán», nuevo nombre del país.

## Sucesos

### 1992

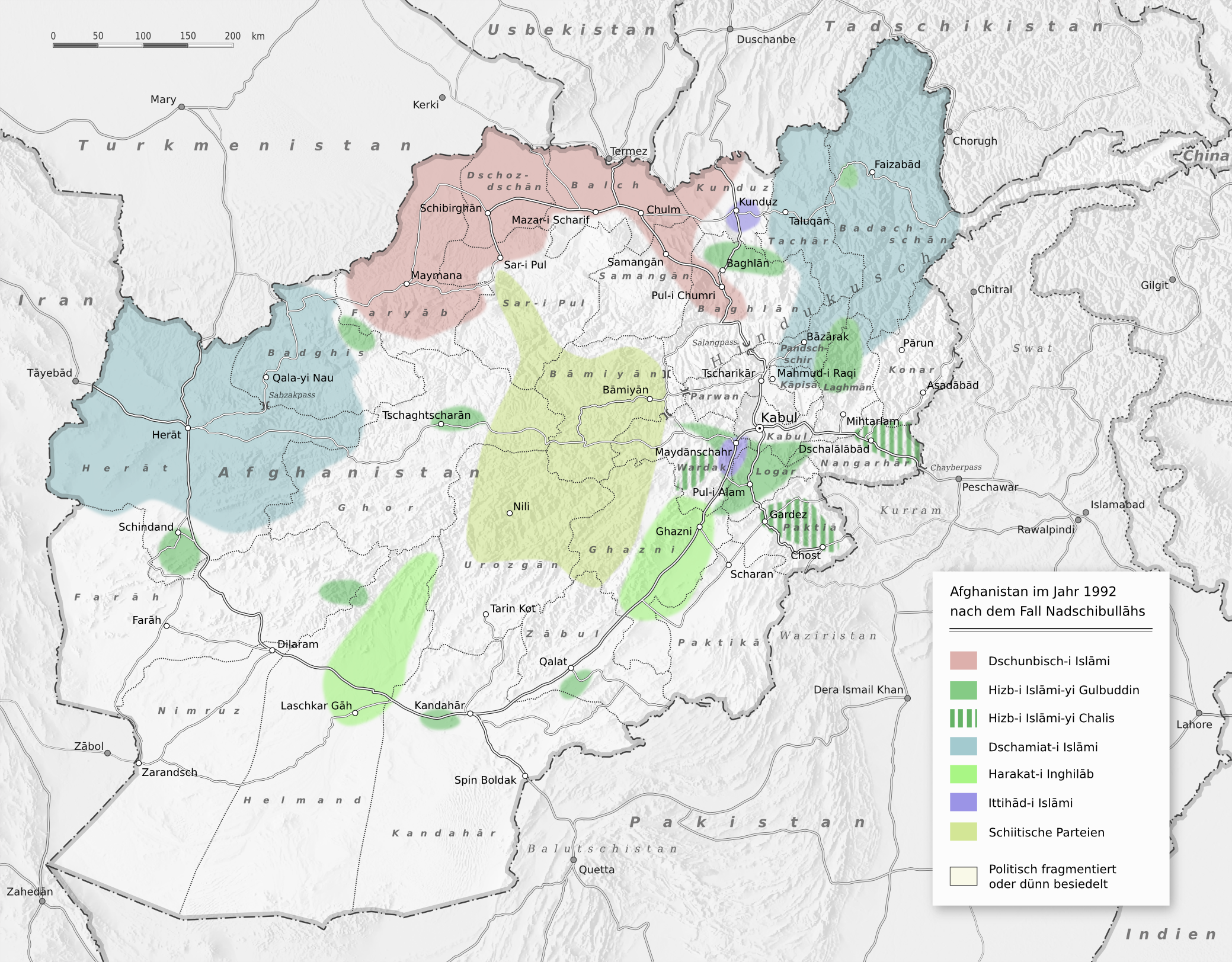
Mapa simplificado del control de regiones afganas por las milicias más importantes:
Junbish-i Milli
Hezbi Islami (rayado los sectores que respondían a Jalis y no a Kekmatiar)
Jamiati Islami
Harakat-i Islami
Ittehad-i Islami
Facciones chiitas

El objetivo inmediato del gobierno del Estado Islámico fue reprimir a las facciones que no habían subscrito el Acuerdo de Peshawar: Hezbi Islami de Hekmatyar (respaldado por Pakistán), Wahdat de Mazari (respaldado por Irán) y Junbish de Dostum (respaldado por Uzbekistán).
Los milicianos de Jamiati Islami y Shura-i Nazar entraron en la capital con el visto bueno del general Mohammad Nabi Azimi y el comandante de la Guarnición de Kabul, el general Abdul Wahid Baba Jan. Los generales comunistas habían aceptado entregar la ciudad para que no sufriera daños, habida cuenta de que la guerra ya estaba perdida. Para el 27 de abril todas las principales facciones islamistas habían llegado a la ciudad y al día siguiente partió al exilio el último presidente, Abdul Rahim Hatef.
La facción Hezbi Islami había sido expulsada de la ciudad, pero aún la tenía a alcance de su la artillería, y pronto comenzaron a disparar decenas de miles de cohetes. Más tarde comenzaron a tirotearse con las fuerzas de Dostum en el barrio Shashdarak. Los días 5 y 6 de mayo la ciudad fue bombardeada con artillería pesada. El 23 de mayo, a pesar de un alto el fuego, los hombres de Dostum atacaron a los de Hekmatyar.
Las conversaciones de paz se reanudaron el 25 de mayo y la facción Jamiati Islami se comprometió a darle el puesto de primer ministro a Hekmatyar, pero a los pocos días, éste trató de matar al jefe de Estado Sibghatullah Mojaddedi. Para el 30 de mayo los combates se intensificaron, con la muerte de miles de civiles y la destrucción de la ciudad.

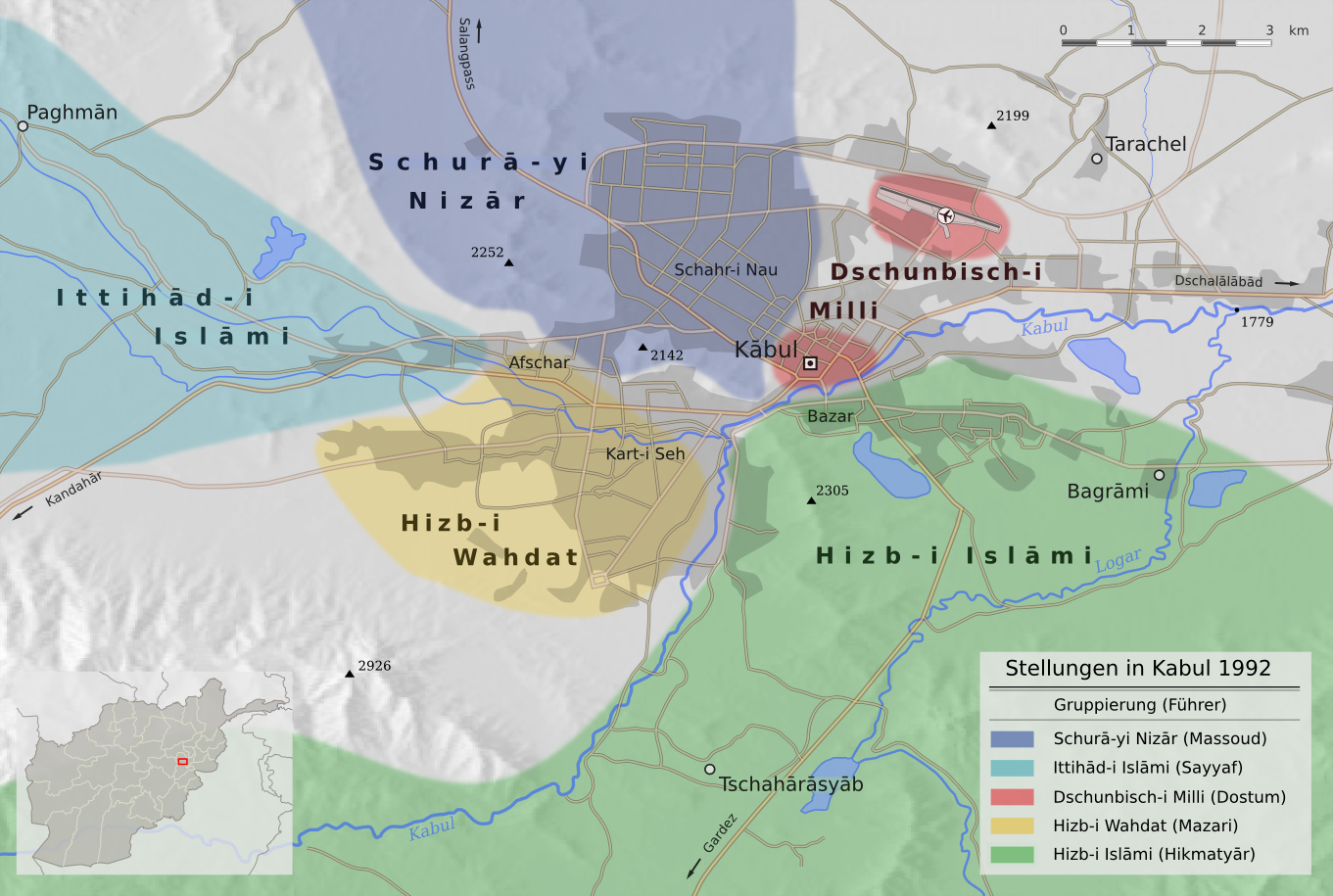
Mapa de la situación de Kabul y alrededores en 1992:
Shura-i Nazar
Ittehad-i Islami
Junbish-i Milli
Hezb-i Wahdat
Hezbi Islami

En junio de 1992 Burhanuddin Rabbani, líder de Jamiati Islami, se convirtió en jefe de Estado. Esta facción y Shura-i Nazzar eran las que tenían mejores posiciones estratégicas en la ciudad. Shura-i Nazzar se benefició de la artillería abandonada por los milicianos de Jamiati Islami. Los barrios más castigados por los bombardeos de las fuerzas de Hekmatyar fueron Hood Khil, Qala-e Zaman Khan y los alrededores de la prisión Pul-i Charkhi. Para el 10 de junio las fuerzas de Dostum incrementaron los ataques a las posiciones de Hezbi Islami.
En esos meses se incrementó la lucha en el oeste de Kabul entre la milicia chiita Wahdat (apoyada por Irán) y la wahabita Ittihad (apoyada por Arabia Saudita). El general Nabi Azimi, que había sido nombrado gobernador provincial por los muyahidines, relata que esos combates comenzaron el 31 de mayo, cuando cuatro miembros de la dirección de Wahdat fueron asesinados cerca de los silos de Kabul. Posteriormente, Haji Shir Alam, comandante de Ittihad, sufrió un intento de asesinato. Entre junio y julio los combates, así como las masacres y atrocidades, fueron feroces.
En la madrugada del 10 de agosto Hezbi Islami atacó en tres direcciones: Chelastoon, Darulaman y la montaña Maranjan. El 13 de agosto, Deh Afghanan fue atacada con bombas de racimo. En respuesta a esto, Shura-i Nazar bombardeó con aviación Kart-i Naw, Shah Shaheed y Chiilsatoon.
En noviembre, las fuerzas de Hekmatyar cortaron la electricidad de la ciudad, suspendiendo también el suministro de agua, pues éste dependía del primero. También impidieron que los convoyes de alimentos llegaran a la ciudad. El 23 de noviembre, el ministro de alimentación Sulaiman Yaarin informó que los almacenes de alimentos y combustible de la ciudad estaban vacíos.
A finales de 1992, Hizbi Wahdat se retiró oficialmente del gobierno y abrió negociaciones secretas con Hezbi Islami. En diciembre, Rabbani pospuso la convocatoria de una shura para elegir al próximo presidente. El 29 de diciembre, Rabbani fue elegido presidente. También es notable en este mes la solidificación de una alianza entre el Hezb-i Wahdat y Hezbi Islami contra Jamiati Islami. Wahdat también se unió a Hezbi Islami y aseguró Darulaman mientras continuaban atacando a las zonas de Jamiati Islami.

### 1993
El 3 de enero de 1993, Burhanuddin Rabbani, líder de Jamiati Islami, juró formalmente como presidente del Estado Islámico. Sin embargo, la autoridad de Rabbani se mantuvo limitado a solo una parte de Kabul y el resto de la ciudad y del país quedó dividido entre las facciones de milicias rivales. El 19 de enero, un breve alto el fuego se rompió cuando Hezbi Islami atacó con cohetes desde su base en el sur de la ciudad bajo la supervisión del comandante Toran Kahlil. Las luchas continuaron durante todo ese mes y el siguiente. Jamiati Islami y sus aliados contraatacaron en la llamada «Operación Afshar» (por el nombre de la base de Hezb-i Wahdat), que ocurrió los días 10 y 11 de febrero.
En marzo tuvo lugar un acuerdo, promovido por Pakistán y Arabia Saudita, en el que Rabbani y Hekmatyar acordaron compartir el poder, pero fracasó por las diferencias en torno al cargo de ministro de defensa de Masud.

### 1994
La guerra cambió dramáticamente en enero de 1994. Dostum, por diferentes razones, se unió a las fuerzas de Hekmatyar. Hezbi Islami, junto con sus nuevos aliados de Wahdat y Junbish-i Milli, lanzó la «Campaña Shura Hamaghangi» contra las fuerzas de Jamiati Islami. Durante este tiempo, Hezbi Islami fue capaz de hacer uso de la fuerza aérea de Junbish-i Milli, tanto en los bombardeos de las posiciones de Jamiati Islami y como para el reabastecimiento de sus soldados; así como mantener el control del centro de la ciudad. Sin embargo, para finales de año estaban a la defensiva y habían perdido la mayor parte de sus bastiones.
Paralelamente, la ciudad de Mazari Sharif pasó de manos de Jamiati Islami a las de las fuerzas de Dostum.
En agosto tuvo lugar el levantamiento talibán: el mulá Mohammad Omar ajustició a varios señores de la guerra e inició la marcha hacia Kandahar, que fue tomada con una batalla entre octubre y el 5 de noviembre de 1994. Inmediatamente, el Movimiento Talibán se hizo con el control del sur del país, bajo la promesa de traer paz y con el decisivo apoyo económico y militar de Pakistán.